# Volkshochschule Celle
Die Volkshochschule Celle, kurz auch als VHS Celle bezeichnet, ist eine erstmals Anfang der 1920er Jahre in Celle gegründete Volkshochschule. Der Sitz der Bildungseinrichtung ist das Celler Gebäude unter der Adresse Trift 20.

## Geschichte
Die VHS Celle wurde ursprünglich zu Beginn der Weimarer Republik im Jahr 1920 durch den Professor Paul Jahnke und den Celler Senator Ernst Schädlich gegründet.
Nach der Machtergreifung durch die Nationalsozialisten wurde die Bildungseinrichtung aufgelöst. Der spätere Sitz der VHS im Haus an der Trift 20 wurde ab 1936 gemeinsam mit dem Nachbargebäude Trift 21 von der NSDAP vor allem für die Kreisleitung der Partei genutzt und nach dem Leiter des Gaus Ost-Hannover, Otto Telschow, als „Otto-Telschow-Haus“ benannt. Anfangs wirkte hier NSDAP-Kreisleiter Herbert Bangemann. Das Haus beherbergte in der NS-zeit zudem die Nationalsozialistische Volkswohlfahrt (NSV), die Hitler-Jugend (HJ), den Bund deutscher Mädel (BDM), das Winterhilfswerk (WHW). Zudem hatte die Celler Kreisbauernschaft unter dem Kreisbauernführer Erich Wackenroder aus Scharnhorst dort ihre Geschäftsstelle.

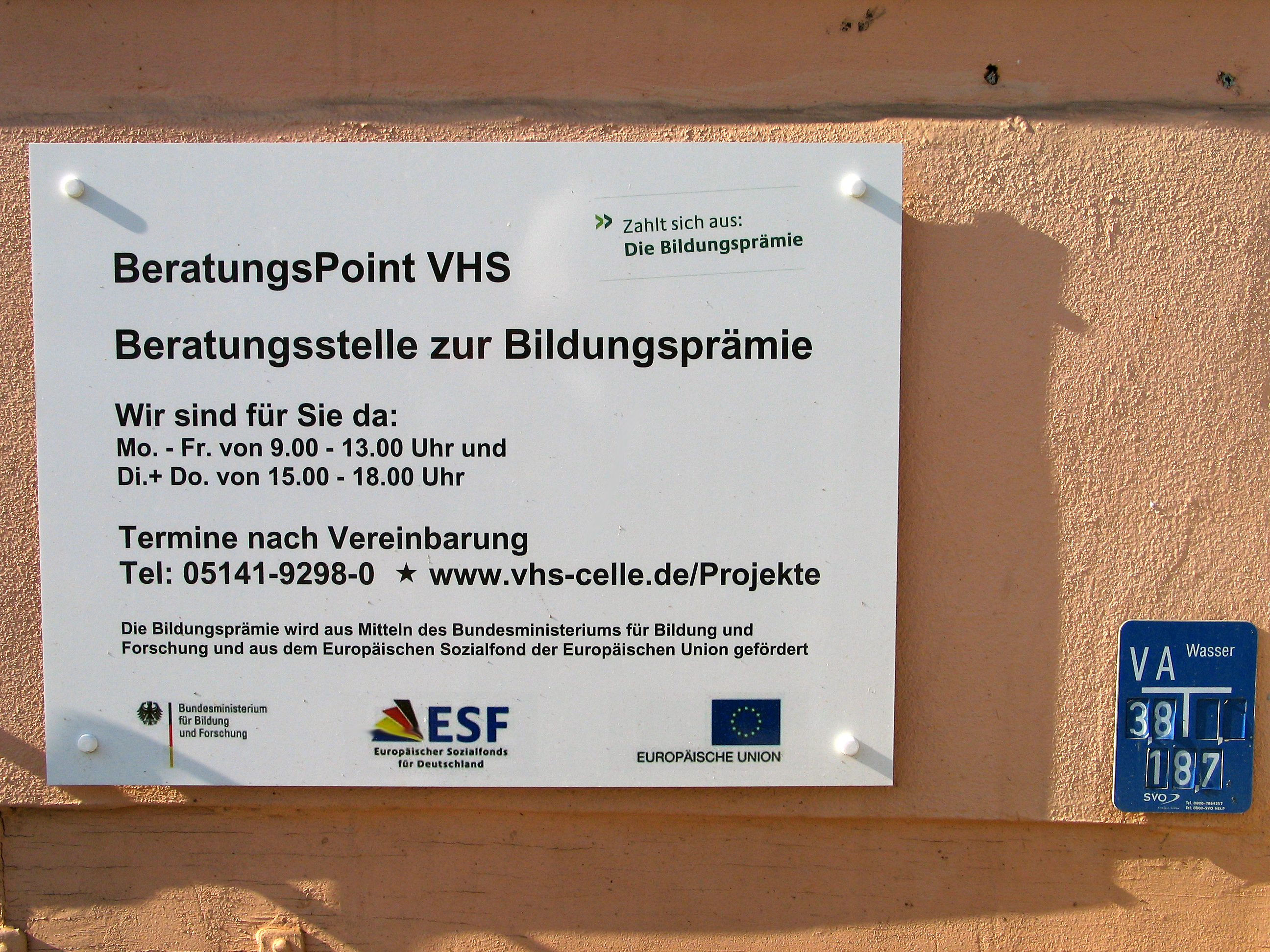
Am Gebäude angebrachte Informationstafel zur Bildungsprämie;
Foto von 2013

Nach dem Ende des Zweiten Weltkrieges wurde die VHS – schon unter der Britischen Militärregierung – 1946 durch Ernst Schädlich neu gegründet.
Zeitweilige Adresse der VHS war das „Clemens-Cassel-Haus“ unter der Anschrift Am Heiligen Kreuz 9. Mitte der 1980er Jahre unterhielt die VHS elf Außenstellen im Landkreis Celle; 1984 ermöglichte die Einrichtung knapp 1000 Kurse für fast 15.000 Hörer.
Gemeinsam mit dem Deutschen Gewerkschaftsbund betreibt die VHS Celle die Kreisarbeitsgemeinschaft der Bildungsvereinigung Arbeit und Leben. und verantwortet die „Schreibwerkstatt“, die als Herausgeberin beispielsweise die 2003 in 2. Auflage erschienene Schrift Der weihnachtliche Lippenstift. Lyrik und Prosa zur Winterlesezeit aus der Schreibwerkstatt Celle herausgab.